# 勒克鲁瓦斯蒂
勒克鲁瓦斯蒂（法語：Le Croisty，法語發音：[lə kʁwasti]）是法国莫尔比昂省的一个市镇，属于蓬蒂维区。

## 地理
勒克鲁瓦斯蒂（48°3'55"N, 3°21'50"W）面积15.88 平方千米，位于法国布列塔尼大區莫尔比昂省，该省份为法国西北部沿海省份，位于布列塔尼半岛南部，北起阿摩尔滨海省、西接菲尼斯泰尔省，南濒大西洋，东南接大西洋卢瓦尔省，东临伊勒-维莱讷省。
与勒克鲁瓦斯蒂接壤的市镇（或旧市镇、城区）包括：圣蒂格迪阿勒、普洛埃迪特、圣卡拉代克特雷戈梅、普里济亚克。
勒克鲁瓦斯蒂的时区为UTC+01:00、UTC+02:00（夏令时）。

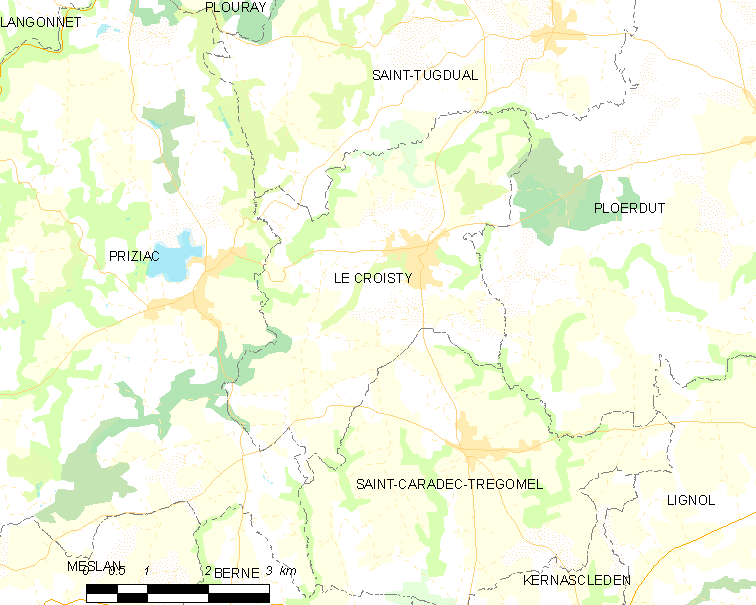
勒克鲁瓦斯蒂的OSM定位图

## 行政
勒克鲁瓦斯蒂的邮政编码为56540，INSEE市镇编码为56048。

## 政治
勒克鲁瓦斯蒂所属的省级选区为古兰县。

## 人口

1962-2008年间勒克鲁瓦斯蒂人口变化图示

勒克鲁瓦斯蒂于2022年1月1日时的人口数量为742人。